# Proasellus polychaetus
Proasellus polychaetus és una espècie de crustaci isòpode pertanyent a la família dels asèl·lids.

## Subespècies
- Proasellus polychaetus dudichi (Strouhal, 1937)[3][5]

## Distribució geogràfica
Es troba a Europa: Itàlia.